# Tomáš Pivoda
Tomáš Pivoda (* 21. September 1991 in Horní Moštěnice) ist ein ehemaliger tschechischer Automobilrennfahrer.

## Karriere
Tomáš Pivoda begann seine Motorsportlaufbahn im Kartsport. Von 2005 bis 2008 startete er in verschiedenen nationalen, hauptsächlich italienischen, und internationalen Kartserien.
In der Saison 2008 stieg er in den Formelsport ein und fuhr in der Italienischen und in der Internationalen Formel Master. Parallel trat er zu zwei Läufen im Formel Renault 2.0 Italia Winter Cup an.
Danach ging Pivoda 2011 als Gaststarter und 2012 als Nachwuchsfahrer mit Konrad Motorsport im Porsche Carrera Cup Deutschland an den Start. 2012 wurde er 12. im Gesamtklassement. Im Porsche Supercup startete er 2012 ebenfalls für Konrad Motorsport an einem Rennwochenende.
In der ADAC GT Masters trat er 2013 mit einem Porsche 911 GT3 R für Farnbacher Racing und 2014 als Gaststarter mit einem Lamborghini Gallardo FL2 für das GRT Grasser Racing Team an.
2014 fuhr er für das GRT Grasser Racing Team ein Rennen in der neu gegründeten Blancpain GT Series. Parallel dazu startete er im Markenpokal Lamborghini Super Trofeo Europe und belegte zum Ende den 12. Platz in der Pro-Wertung und den 10. Platz in der Pro-Am-Wertung.
Tomáš Pivoda bestritt in seiner Motorsportlaufbahn 2013 mit der Teilnahme beim 24-Stunden-Rennen auf dem Nürburgring für Farnbacher Racing ein Langstreckenrennen.
Nach der Saison 2014 beendete er seine Motorsportkarriere.
Aktuell ist er Vorsitzender des Verwaltungsrates eines tschechischen Herstellers für Dachrinnensysteme, Metalldächer und Sanitärelemente.